# Bermuda op de Olympische Zomerspelen 2024
Bermuda nam deel aan de Olympische Zomerspelen 2024 in Parijs.

## Aantal Deelnemers
Hieronder volgt een overzicht van de atleten die zich kwalificeerden voor de Olympische Zomerspelen van 2024.
| Sport    | Mannen | Vrouwen | Totaal |
| -------- | ------ | ------- | ------ |
| Atletiek | 1      | 0       | 1      |
| Roeien   | 1      | 0       | 1      |
| Triatlon | 1      | 2       | 3      |
| Zeilen   | 0      | 1       | 1      |
| Zwemmen  | 1      | 1       | 2      |
| Totaal   | 2      | 3       | 5      |

## Deelnemers en resultaten

### Atletiek

#### Technische nummers
Mannen
| atleet              | onderdeel        | kwalificaties | kwalificaties | finale         | finale         |
| atleet              | onderdeel        | afstand       | rang          | afstand        | rang           |
| ------------------- | ---------------- | ------------- | ------------- | -------------- | -------------- |
| Jah-Nhai Perinchief | hinkstapspringen | 16,23 m       | 28            | niet geplaatst | niet geplaatst |

### Roeien
Mannen
| atleet        | onderdeel | series  | series | herkansingen | herkansingen | kwartfinale | kwartfinale | halve finale | halve finale | finale  | finale |
| atleet        | onderdeel | tijd    | rang   | tijd         | rang         | tijd        | rang        | tijd         | rang         | tijd    | rang   |
| ------------- | --------- | ------- | ------ | ------------ | ------------ | ----------- | ----------- | ------------ | ------------ | ------- | ------ |
| Dara Alizadeh | skiff     | 7.23,70 | 5 H    | 7.17,05      | 3 HE/F       | bye         | bye         | 7.33,38      | 1 FE         | 7.03,12 | 28     |

Legenda: FA=finale A (medailles); FB=finale B (geen medailles); FC=finale C (geen medailles); FD=finale D (geen medailles); FE=finale E (geen medailles); FF=finale F (geen medailles); HA/B=halve finale A/B; HC/D=halve finale C/D; HE/F=halve finale E/F; KF=kwartfinale; H=herkansing

### Triatlon
Individueel
| Atleet       | Evenement | Zwemmen(1.5 km) | Rang 1 | Fietsen (40 km) | Rang 2 | Lopen(10 km) | Totaal Tijd | Ranking |
| ------------ | --------- | --------------- | ------ | --------------- | ------ | ------------ | ----------- | ------- |
| Tyler Smith  | Mannen    | 21.39           | 39     | 54.16           | 34     | 34.42        | 1.51.59     | 48      |
| Flora Duffy  | Vrouwen   | 22.05           | 1      | 58.44           | 5      | 33.59        | 1.56.12     | 5       |
| Erica Hawley | Vrouwen   | 24.05           | 30     | 1.00.37         | 35     | 36.44        | 2.02.55     | 41      |

### Zeilen
Vrouwen
| atlete              | onderdeel | race | race | race | race | race | race | race | race | race | race        | race   | race   | race           | netto punten | eindnotering |
| atlete              | onderdeel | 1    | 2    | 3    | 4    | 5    | 6    | 7    | 8    | 9    | 10          | 11     | 12     | M              | netto punten | eindnotering |
| ------------------- | --------- | ---- | ---- | ---- | ---- | ---- | ---- | ---- | ---- | ---- | ----------- | ------ | ------ | -------------- | ------------ | ------------ |
| Adriana Penruddocke | ILCA 6    | 14   | 35   | 26   | 35   | 15   | 23   | 44   | 36   | 42   | geannuleerd | n.v.t. | n.v.t. | niet geplaatst | 226          | 36           |

### Zwemmen
Mannen
| atleet      | onderdeel     | series | series | halve finale   | halve finale   | finale         | finale         |
| atleet      | onderdeel     | tijd   | rang   | tijd           | rang           | tijd           | rang           |
| ----------- | ------------- | ------ | ------ | -------------- | -------------- | -------------- | -------------- |
| Jack Harvey | 100 m rugslag | 55,78  | 39     | niet geplaatst | niet geplaatst | niet geplaatst | niet geplaatst |

Vrouwen
| atleet      | onderdeel     | series  | series | halve finale   | halve finale   | finale         | finale         |
| atleet      | onderdeel     | tijd    | rang   | tijd           | rang           | tijd           | rang           |
| ----------- | ------------- | ------- | ------ | -------------- | -------------- | -------------- | -------------- |
| Emma Harvey | 100 m rugslag | 1.01,47 | 23     | niet geplaatst | niet geplaatst | niet geplaatst | niet geplaatst |